# Fazekas Zsuzsa
Fazekas Zsuzsa (Névvariáns: Fazekas Zsuzsanna; Budapest, 1962. május 13. –) magyar színésznő.

## Életpálya
1980–1984 között a Színház- és Filmművészeti Főiskola hallgatója, osztályvezető tanára: Kerényi Imre. 1984-ben a szolnoki Szigligeti Színházhoz szerződött. 1987-től szabadfoglalkozású színművésznő. Játszott többek között a Játékszínben, a Veszprémi Petőfi Színházban, a Békéscsabai Jókai Színházban, a tatabányai Jászai Mari Színházban, a Pinceszínházban, a Leányfalui Szekér Színházban stb. 2012–2020 között az Újszínházban szerepelt és a József Attila Színházban művészeti főtitkár. Szinkronszínésznőként is gyakran foglalkoztatják. Házastársa Tóth Tamás, aki szintén színész.

## Fontosabb színházi szerepei
- Szép Ernő: Aranyóra... Bogdán Judit
- Szép Ernő: Nimwégai Márika csudálatos kalandjai egy kanördöggel... Márika
- Heinrich von Kleist: Homburg hercege... Natalie hercegnő
- Pierre Barillet – Jean-Pierre Grédy – Nádas Gábor – Szenes Iván: A kaktusz virága... Antónia
- Viktor Rozov: Szállnak a darvak... Vera
- Szomory Dezső: Szabóky Zsigmond Rafael... Teri
- Kocsis István: Árpád-házi Szent Margit... Margit, Árpád-házi IV. Béla leánya
- Kocsis István: Az áldozat... Alinka
- Heltai Jenő: A néma levente... Carlotta
- Heltai Jenő: Szépek szépe... Hamupipőke
- Katona József: Bánk bán... Melinda
- Vészi Endre: A sárga telefon... F. Csík Ilona
- Molière: A fösvény... Marianna
- Háy Gyula: Mohács... Anna
- Kálmán Imre: Csárdáskirálynő... Stázi
- Franz Werfel: Jacobowsky és az ezredes... Ginette
- Eugène Scribe: Egy pohár víz... Abigail
- Jacobi Viktor: Leányvásár... Bessy
- Pozsgai Zsolt: Szeretlek Faust... nő
- Pozsgai Zsolt: Prófétakeringő... Öregasszony
- Pozsgai Zsolt: Álomfejtés... szereplő
- Pozsgai Zsolt: A szűz és a szörny... Karcsi néni
- Békés Pál: Kétbalkezes varázsló... Lanolim királykisasszony
- William Gaunt: Csillagok a hajnali égen... Marija
- Örkény István: Sötét galamb... Teri
- Szabó György: Kun László szerelmei... Édua
- Kosztolányi Dezső: Édes Anna... Etel
- Jókai Mór: Színészkordé... Moor Anna leányasszony
- Zilahy Lajos: A házasságszédelgő... Mályva Margit
- Fodor László – Lakatos László: Helyet az ifjúságnak... Klára
- Selmeczi Bea – Verebes István – Balázs Fecó: Szerelmes történet: Angyalföldi ballada... Gálné
- Vörösmarty Mihály: Csongor és Tünde... Ilma
- Móricz Zsigmond: Nem élhetek muzsikaszó nélkül... Kisvicákné
- Mikszáth Kálmán: A Noszty fiú esete Tóth Marival... Homlódyné (Máli néni)
- Csurka István: Döglött aknák... Paálné

## Filmek, tv
- A pártfogó (1982)
- Vérszerződés (1983)
- Redl ezredes (1985)
- Házasságszédelgő (1986)...Mályva Margit, postáskisasszony
- Aranyóra (1987)...Bogdán Judit
- Napló szerelmeimnek (1987)
- A másik ember (1988)
- Házasságszédelgő (1988)
- Találkozás Vénusszal (1991)...Szántó lánya
- Szomszédok (sorozat) 
  - 50. rész (1989)...Eutanáziát kérő nő
  - 121. rész (1991)...Háziasszony
- Nyomkereső (1993)...Úttörő
- Szeretlek, Faust (2010)...Anya